# Морганелла, Мишель
Мишель Морганелла (фр. Michel Morganella; 17 мая 1989, Сьерр) — швейцарский футболист, защитник клуба «Ранкате». Бывший игрок сборной Швейцарии.

## Карьера

### Клубная
Мишель Морганелла начал карьеру в клубе «Сьон», откуда перешёл в молодёжный состав «Базеля». В 2007 году он дебютировал в основном составе команды, за который провёл 3 игры. В сезоне 2007/08 Морганелла провёл в чемпионате 1 матч, а также 20 декабря дебютировал в Кубке УЕФА в матче с «Гамбургом», который завершился вничью 1:1. В сезоне 2008/09 Морганелла сыграл 2 матча в чемпионате Швейцарии и 1 игру в Лиге чемпионов против лиссабонского «Спортинга».
30 января 2009 года Морганелла перешёл в итальянский клуб «Палермо», подписав контракт до 2013 года, став первым швейцарцем в истории клуба. 19 апреля Морганелла дебютировал в основе команды в матче с «Болоньей», выйдя на замену на 73-й минуте вместо Мориса Карроццьери. В следующем сезона Морганелла выступал за Примаверу «Палермо», редко оказываясь на скамье запасных клуба. В январе 2010 года Морганелла провёл просмотр в греческом «Ираклисе», но не подошёл команде.
В июле 2010 года Морганелла был арендован клубом «Новара» из Серии В. 31 января «Палермо» продал 50 % прав на футболиста «Новаре» за переход нападающего Пабло Андреаса Гонсалеса. В сезоне 2010/11 Морганелла провёл 31 матч в Серии В, 3 игры в Кубке Италии. Также он участвовал в играх плей-офф, по результатам которых «Новара» поднялась в высший дивизион страны впервые за 55 лет.
22 июля 2012 года руководство клубов «Новара» и «Палермо» приняло решение, что сезон 2012/13 швейцарец проведёт в составе розово-чёрных.

### В сборной
В 2000-е годы Морганелла выступал за юношеские и молодёжные сборные Швейцарии различных возрастов. 30 мая 2012 года он дебютировал в главной сборной страны, выйдя на замену в конце второго тайма товарищеской встречи с румынами.
В 2012 году Морганелла оказался включён в заявку Швейцарии на олимпийский футбольный турнир в Лондоне. На Олимпиаде-2012 футболист был выгнан из команды Швейцарии за расистские высказывания в адрес сборной Южной Кореи, опубликованные на его страничке в социальной сети Twitter. Как сказал руководитель олимпийской сборной Швейцарии Жан Жили: «Он оскорбил, дискредитировал и унизил как команду Южной Кореи, так и народ этой страны».

## Достижения
- Чемпион Швейцарии: 2007/08
- Обладатель Кубка Швейцарии (2): 2006/07, 2007/08